# Pat Cash
Patrick Hart "Pat" Cash (født 27. maj 1965 i Melbourne, Australien) er en pensioneret australsk tennisspiller, der blev professionel i 1982 og stoppede karrieren i 1995. Han nåede igennem sin karriere at vinde 7 single- og 12 doubletitler, og hans højeste placering på ATP's verdensrangliste var en 4. plads, som han opnåede i maj 1988.

## Grand Slam
Cash' bedste Grand Slam-resultat i singlerækkerne, og højdepunktet i hele hans karriere, var hans sejr ved Wimbledon i 1987, hvor han besejrede tjekkoslovaken Ivan Lendl i 3. sæt. Samme år var Cash også i finalen i Australian Open, men det lykkedes ham aldrig at vinde Grand Slam turneringen i sit hjemland. 